# Хипеј
Хипеј је личност из грчке митологије.

## Етимологија
Његово име има значење „сличан коњу“.

## Митологија
Према Аполодору, био је син Херакла и Прокриде, најстарије Теспијеве кћерке. Његов брат близанац се звао Антилеонт.

## У уметности
Према речима Паусаније, Фидија је представио човека по имену Хипеј између осталих ликова, у самој основи статуе Немезе у Рамноју.